# Vasuki Sunkavalli
Vasuki Sunkavalli (17 de agosto de 1984, Hyderabad, Andhra Pradesh, India) es una modelo india ganadora de la segunda versión de I am She 2011-Miss Universe India y por concursar el 12 de septiembre sin figuración el Miss Universo 2011, donde no pudo participar por completo en el certamen de Miss Universo debido a circunstancias imprevistas. Su vestuario no le llegan a tiempo para el concurso por lo tanto su discapacidad a subir al escenario y competir.

## Biografía
Vasuki nació el 17 de agosto de 1984 en Hyderabad, Andhra Pradesh, en una familia hindú, telugu y lugar de nacimiento Vasuki es Vunguturu pueblo de West Godavari distrito de Andhra Pradesh. Su padre Venkat Ramana Sunkavalli estudió ingeniería mecánica y en la actualidad se encuentra en el negocio de bienes raíces. Su madre, Surya Prabha Sunkavalli, tiene una licenciatura con una licenciatura en Administración Pública y es propietaria de una boutique, Prabhaas, en Hyderabad, India, por la que también diseña objetos únicos de plata por su cuenta. Ella tiene un hermano que vive y trabaja en Nueva York. Sunkavalli asistió a la Escuela Superior de Ann, Secunderabad
en Hyderabad y más tarde se unió a Villa María Colegio Universitario de Hyderabad.
A lo largo de su infancia, Vasuki Sunkavalli mostró los diversos intereses. Ella jugó al baloncesto a nivel estatal durante seis años y en el ámbito nacional durante dos años. A ella le gusta jugar al ajedrez, y ha tenido la formación profesional en piano y Bharatanatyam (una forma de danza clásica india).

## Facultad de derecho
En 2002, Vasuki se matriculó en la Universidad Internacional de Simbiosis en Pune, India, por su BB.A LL.B grado. Mientras que en la escuela de leyes en la India, Vasuki hizo una serie de prácticas en firmas de abogados locales y al nacional de la India Comité de Derechos Humanos. En 2007, se mudó a Nueva Delhi a seguir un Diplomado en Derechos de Propiedad Intelectual del Instituto Mundial de la Propiedad Intelectual. 
Fue durante este tiempo que Vasuki fue abordada por los miembros de la industria de la moda india y ella también comenzó su carrera como modelo. En 2009, Vasuki matriculada en New York University School of Law (derecho de la NYU) como beneficiaria de la beca del prestigioso Dean para estudiar Derecho Internacional y Derechos Humanos. Se graduó con una Maestría.
Al graduarse de la Universidad de Nueva York, se internó en el Human Rights Watch en Nueva York y pasó a trabajar como Asistente de Investigación de la Tercera Comisión en la Misión de las Naciones Unidas Permanente de la India.

## Carrera de Modelo
En 2007, Vasuki hizo su entrada en la moda india, cuando caminaba por la rampa en Testamentos India Semana de la moda. Para los próximos dos años, tuvo una prolífica carrera como modelo. 
Ha participado en varios espectáculos para muchos de los mejores diseñadores de la India y modelado para las marcas con sede en Mumbai, Nueva Delhi, Jaipur y Calcuta. También formó parte de las campañas publicitarias de Nike, Kit Kat, y World Gold Council.

### I Am She Miss Universe India
El 15 de julio de 2011, Vasuki fue coronada como I Am She Miss Universe India de 2011 en Mumbai. El concurso constaba de 20 participantes de diversas partes de la India. Vasuki también representó a la India en el Miss Universo 2011 en el desfile de Sao Paulo, Brasil, pero debido a la falta de participación no pasó el corte.